# Avitaminosi
L'avitaminosi è una condizione clinica causata dalla carenza di vitamine.

## Eziologia
Cause piuttosto comuni di stati carenziali possono essere:
- malnutrizione
- diete eccessivamente monotone
- cause genetiche per cui mancano fattori proteici necessari per l'assorbimento della vitamina deficitaria
- gravidanza

## Clinica

### Carenza da vitamina B2 o riboflavina
Il deficit da vitamina B2 può essere causa di stomatite angolare, glossite e dermatite a scaglie.

### Carenza da vitamina B12
Stati carenziali di questo tipo di solito sono dovuti all'assenza del fattore intrinseco nel succo gastrico, prodotto di solito dalle cellule ossintiche delle ghiandole gastriche. Questo fattore permette a livello intestinale l'assorbimento della vitamina. Qualora sia assente il fattore intrinseco la vitamina non potrà essere assorbita e conseguentemente emergerà la sindrome carenziale. Quest'ultima non è altro che l'anemia perniciosa.

### Carenza da vitamina C
Una mancanza quasi totale può portare a Scorbuto.